# Сакші Малік
Сакші Малік (англ. Sakshi Malik; нар. 3 вересня 1992, округ Рохтак, штат Хар'яна) — індійська борчиня вільного стилю, триразова срібна та триразова бронзова призерка чемпіонатів Азії, чемпіонка Південноазійських ігор, чемпіонка та бронзова призерка чемпіонату Співдружності, чемпіонка, срібна та бронзова призерка Ігор Співдружності, бронзова призерка Олімпійських ігор. Перша і наразі єдина індійська борчиня, що здобула олімпійську нагороду.

## Біографія
Боротьбою почала займатися з 2004 року. У 2009 році на чемпіонаті Азії серед кадетів посіла третє місце. У тому ж році, але вже на юніорській континентальній першості виборола срібну нагороду. Наступного року стала бронзовою призеркою чемпіонату світу серед юніорів. У 2012 році в цій же віковій категорії стала чемпіонкою Азії.
Виступає за борцівський клуб штату Хар'яна.
У січні 2023 почалися протести індійських борців проти Бріджа Бхушана Шарана Сінгха — члена параменту від правлячої партії Бхаратія джаната парті, що одночасно очолював Федерацію боротьби Індії, якого звинувачули в сексуальних домаганнях до жінок-борців під час його перебування на посаді президента Федерації. В авангарді цих протестів були провідні борці Індії, серед яких: Баджранг Пунія, Сакші Малік і Вінеш Фогат. Протестувальники вимагали не допускати до виборів президента Федерації боротьби помічників Бріджа Бхушана. Незважаючи а те, що протестувальники підтримували кандидатуру чемпіонки Ігор Співдружності 2010 Аніти Шеоран, на посаду президента Федерації обрали близького помічника Бріджа Бхушана Санджая Кумара Сінгха. 21 грудня 2023 року засмучена Сакші Малік оголосила про свій відхід зі спорту, протестуючи проти того, що лояльний Санджай Сінгх, лояльний до Бріджа Бхушана Шарана Сінгха, виграв вибори Федерації боротьби Індії (WFI) на посаду президента цієї орнанізації. Баджранг Пунія і Вінеш Фогат такоєж на знак протесту повернули свої нагороди урядові Інії. Після цього Міністерство спорту Індії призупинило роботу новообраної Федерації боротьби Індії, посилаючись на «відверте нехтування нормами та спортивним кодексом».

### Родина
У 2017 році Сакші Малік одружилася із Сатьявартом Кадіяном. Сатьяварт — індійський борець вільного стилю, срібний та чотириразовий бронзовий призер чемпіонатів Азії, чемпіон Південноазійських ігор, дворазовий чемпіон Співдружності, срібний призер Ігор Співдружності..

## Нагороди
У 2016 році нагороджена найвищою спортивною нагородою Індії — премією «Кхел Ратна».

## Спортивні результати на міжнародних змаганнях

### Виступи на Олімпіадах
| Змагання                    | Збірна | Вагова категорія          | Місце  |
| --------------------------- | ------ | ------------------------- | ------ |
| Літні Олімпійські ігри 2016 | Індія  | жіноча боротьба, до 58 кг | Бронза |

На дебютній для себе Олімпіаді 2016 року в Ріо-де-Жанейро Сакші Малік здобула чотири перемоги і зазнала лище однієї поразки у чвертьфіналі від росіянки Валерії Коблової, яка вийшла до фіналу. Завдяки цьому індійська спортсменка отримала право поборотися за бронзову нагороду у втішному фіналі. У сутичці за третє місце перемогла Айсулуу Тинибекову з Киргизстану, здобувши для Індії першу олімпійську нагороду в жіночій боротьбі. На церемонії закриття літніх Олімпійських ігор 2016 року була прапороносцем олімпійської збірної Індії.

### Виступи на Чемпіонатах світу
| Змагання                        | Збірна | Вагова категорія          | Місце |
| ------------------------------- | ------ | ------------------------- | ----- |
| Чемпіонат світу з боротьби 2012 | Індія  | жіноча боротьба, до 63 кг | 16    |
| Чемпіонат світу з боротьби 2014 | Індія  | жіноча боротьба, до 60 кг | 8     |
| Чемпіонат світу з боротьби 2017 | Індія  | жіноча боротьба, до 60 кг | 14    |
| Чемпіонат світу з боротьби 2018 | Індія  | жіноча боротьба, до 62 кг | 12    |
| Чемпіонат світу з боротьби 2019 | Індія  | жіноча боротьба, до 62 кг | 17    |

### Виступи на Чемпіонатах Азії
| Змагання                       | Збірна | Вагова категорія          | Місце  |
| ------------------------------ | ------ | ------------------------- | ------ |
| Чемпіонат Азії з боротьби 2015 | Індія  | жіноча боротьба, до 60 кг | Бронза |
| Чемпіонат Азії з боротьби 2016 | Індія  | жіноча боротьба, до 60 кг | 5      |
| Чемпіонат Азії з боротьби 2017 | Індія  | жіноча боротьба, до 60 кг | Срібло |
| Чемпіонат Азії з боротьби 2018 | Індія  | жіноча боротьба, до 62 кг | Бронза |
| Чемпіонат Азії з боротьби 2019 | Індія  | жіноча боротьба, до 62 кг | Бронза |
| Чемпіонат Азії з боротьби 2020 | Індія  | жіноча боротьба, до 65 кг | Срібло |
| Чемпіонат Азії з боротьби 2021 | Індія  | жіноча боротьба, до 65 кг | Срібло |

### Виступи на Кубках світу
| Змагання                    | Збірна | Вагова категорія          | Місце |
| --------------------------- | ------ | ------------------------- | ----- |
| Кубок світу з боротьби 2020 | Індія  | жіноча боротьба, до 65 кг | 10    |

### Виступи на Азійських іграх
| Змагання           | Збірна | Вагова категорія          | Місце |
| ------------------ | ------ | ------------------------- | ----- |
| Азійські ігри 2018 | Індія  | жіноча боротьба, до 62 кг | 5     |

### Виступи на Південноазійських іграх
| Змагання                   | Збірна | Вагова категорія          | Місце  |
| -------------------------- | ------ | ------------------------- | ------ |
| Південноазійські ігри 2019 | Індія  | жіноча боротьба, до 62 кг | Золото |

### Виступи на Чемпіонатах Співдружності
| Змагання                                | Збірна | Вагова категорія          | Місце  |
| --------------------------------------- | ------ | ------------------------- | ------ |
| Чемпіонат Співдружності з боротьби 2013 | Індія  | жіноча боротьба, до 63 кг | Бронза |
| Чемпіонат Співдружності з боротьби 2017 | Індія  | жіноча боротьба, до 62 кг | Золото |

### Виступи на Іграх Співдружності
| Змагання                | Збірна | Вагова категорія          | Місце  |
| ----------------------- | ------ | ------------------------- | ------ |
| Ігри Співдружності 2014 | Індія  | жіноча боротьба, до 58 кг | Срібло |
| Ігри Співдружності 2018 | Індія  | жіноча боротьба, до 62 кг | Бронза |
| Ігри Співдружності 2022 | Індія  | жіноча боротьба, до 62 кг | Золото |

### Виступи на інших змаганнях
| Змагання                                                      | Збірна | Вагова категорія          | Місце  |
| ------------------------------------------------------------- | ------ | ------------------------- | ------ |
| Міжнародний меморіал Дейва Шульца 2014                        | Індія  | жіноча боротьба, до 60 кг | Золото |
| Кубок Президента Казахстану з боротьби 2015                   | Індія  | жіноча боротьба, до 58 кг | Срібло |
| Pro Wrestling League 2015                                     | Індія  | команда                   | Золото |
| Олімпійський кваліфікаційний турнір з боротьби 2016 (Астана)  | Індія  | жіноча боротьба, до 58 кг | 5      |
| Олімпійський кваліфікаційний турнір з боротьби 2016 (Стамбул) | Індія  | жіноча боротьба, до 58 кг | Срібло |
| Гран-прі Іспанії з боротьби 2016                              | Індія  | жіноча боротьба, до 60 кг | Бронза |
| Pro Wrestling League 2017                                     | Індія  | команда                   | 5      |
| Pro Wrestling League 2018                                     | Індія  | команда                   | 5      |
| Турнір Олександра Медведя 2018                                | Індія  | жіноча боротьба, до 62 кг | Срібло |
| Pro Wrestling League 2019                                     | Індія  | команда                   | Бронза |
| Турнір Дана Колова — Николи Петрова 2019                      | Індія  | жіноча боротьба, до 65 кг | Срібло |
| Beat the Streets 2019                                         | Індія  | жіноча боротьба, до 62 кг | Срібло |
| Турнір міста Сассарі з боротьби 2019                          | Індія  | жіноча боротьба, до 62 кг | 12     |
| Турнір Яшара Догу 2019                                        | Індія  | жіноча боротьба, до 62 кг | 7      |
| Турнір Олександра Медведя 2019                                | Індія  | жіноча боротьба, до 62 кг | Бронза |
| Турнір Яшара Догу 2022                                        | Індія  | жіноча боротьба, до 62 кг | 7      |
| Меморіал Болата Турлиханова 2022                              | Індія  | жіноча боротьба, до 62 кг | Золото |
| Турнір Зухає Сгає 2022                                        | Індія  | жіноча боротьба, до 62 кг | Бронза |

### Виступи на змаганнях молодших вікових груп
| Змагання                                      | Збірна | Вагова категорія          | Місце  |
| --------------------------------------------- | ------ | ------------------------- | ------ |
| Чемпіонат Азії з боротьби серед юніорів 2009  | Індія  | жіноча боротьба, до 59 кг | Срібло |
| Чемпіонат світу з боротьби серед юніорів 2010 | Індія  | жіноча боротьба, до 59 кг | Бронза |
| Чемпіонат світу з боротьби серед юніорів 2011 | Індія  | жіноча боротьба, до 63 кг | 11     |
| Чемпіонат Азії з боротьби серед юніорів 2012  | Індія  | жіноча боротьба, до 63 кг | Золото |
| Чемпіонат світу з боротьби серед юніорів 2012 | Індія  | жіноча боротьба, до 63 кг | 17     |
| Чемпіонат Азії з боротьби серед кадетів 2009  | Індія  | жіноча боротьба, до 60 кг | Бронза |